# 남한산성 도척놀이
남한산성 도척놀이는 전라남도 진도군에서 행해지는 일종의 강강술래 여흥놀이 형식으로 구성된 민속놀이이다. 2018년 4월 18일 진도군의 향토문화유산(무형유산) 제6호로 지정되었다.

## 개요
남한산성 도철놀이는 일종의 강강술래 여흥놀이 형식으로 구성된 민속놀이로서 "남한산성 도척이야"는 "이 나라에 큰 도적이야"라는 뜻으로 강강술래의 여흥놀이 만이 아닌 독립장르로서도 손색없는 종합성을 갖춘 놀이로 지정가치가 있어 이를 진도군 향토문화유산으로 지정하여 보존‧전승하고자 한다.